# Simon Schürch

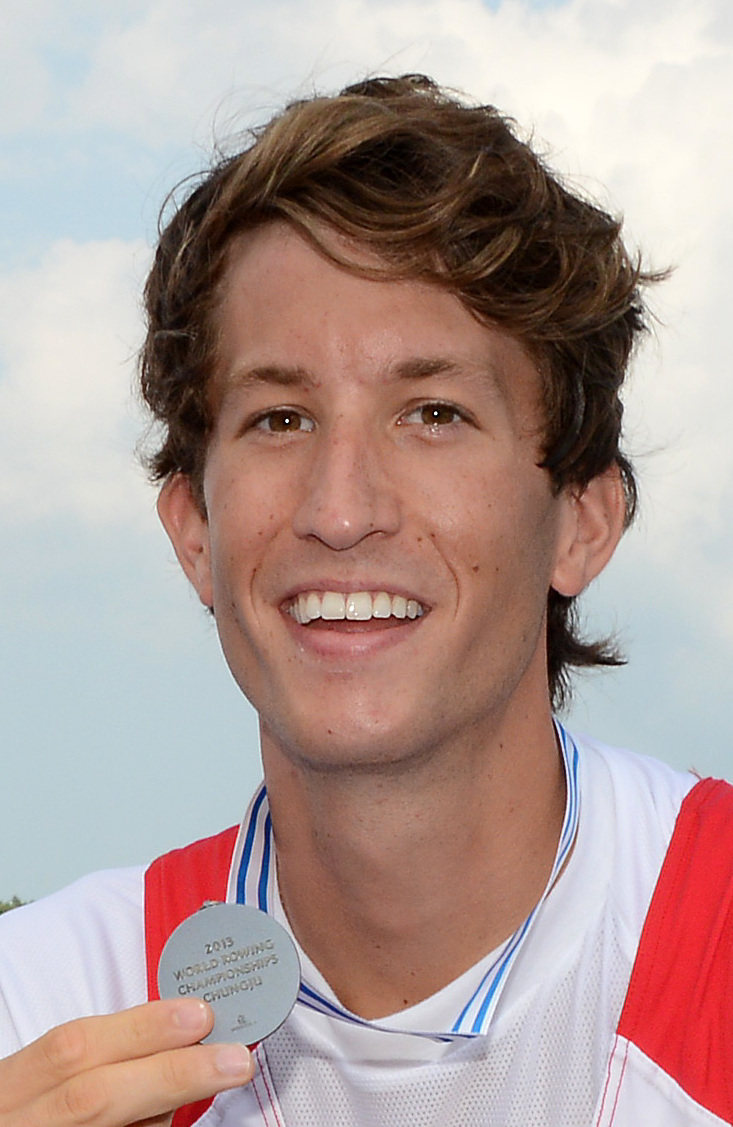
Simon Schürch (2012)

Simon Schürch (* 2. Dezember 1990 in Rothrist) ist ein ehemaliger Schweizer Ruderer.

## Werdegang
Der für den Seeclub Sursee rudernde Simon Schürch gewann 2010 mit dem Leichtgewichts-Vierer ohne Steuermann in der Besetzung Simon Schürch, Lucas Tramèr, Simon Niepmann und Mario Gyr die Bronzemedaille bei den Europameisterschaften. Nach einem achten Platz bei den Weltmeisterschaften 2010 belegte der Vierer den sechsten Platz bei den Weltmeisterschaften 2011 und qualifizierte sich damit für die Olympischen Spiele 2012. Bei der Olympiaregatta in Eton erreichte der Schweizer Vierer den fünften Platz.
2013 traten Gyr und Schürch im Leichtgewichts-Doppelzweier an und gewannen die Bronzemedaille bei den Europameisterschaften und die Silbermedaille bei den Weltmeisterschaften. 2014 folgten der fünfte Platz bei den Europameisterschaften und der neunte Platz bei den Weltmeisterschaften. 2015 kehrten Gyr und Schürch in den Leichtgewichts-Vierer ohne Steuermann zurück und gewannen zusammen mit Niepmann und Tramèr die Titel bei den Europameisterschaften in Posen und bei den Weltmeisterschaften auf dem Lac d’Aiguebelette. Bei den Europameisterschaften 2016 konnte der Schweizer Vierer seinen Titel aus dem Vorjahr verteidigen. Vier Jahre nach dem fünften Rang in London siegten die vier Schweizer 2016 auch bei der Olympischen Regatta, im Ziel hatten sie fast anderthalb Sekunden Vorsprung auf die Dänen.
2017 trat er vom Spitzensport zurück. 2022 gab er ein kurzzeitiges Comeback beim Boat Race in London im Boot der Universität Cambridge, wo er den Master of Business Administration absolvierte. Es gewann das Boot der Universität Oxford, in dem zwei weitere Schweizer, Roman Röösli und Barnabé Delarze, sassen.